# Alexandre Imperatori

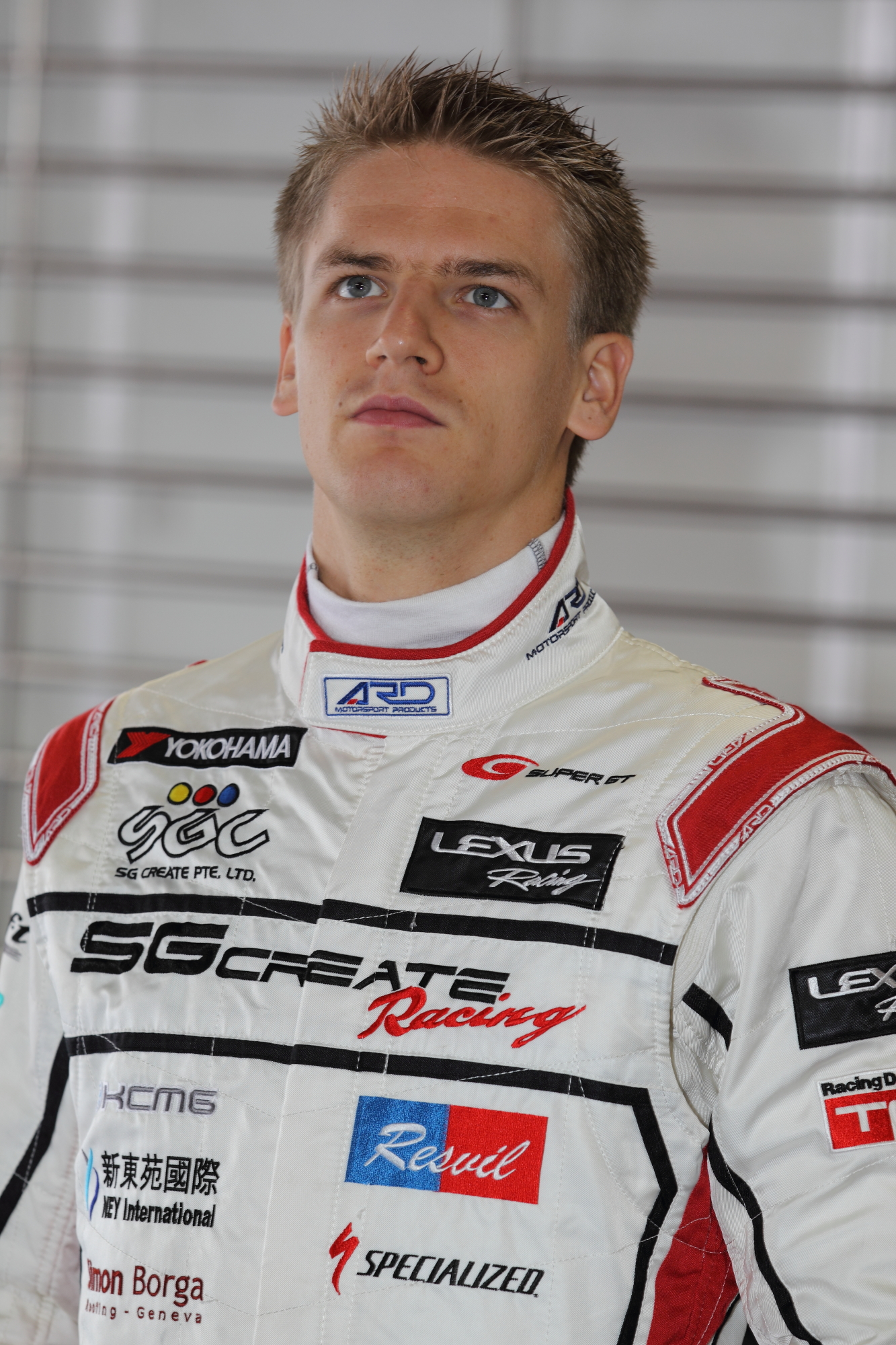
Alexandre Imperatori (2012)

Alexandre Imperatori (* 19. April 1987 in Châtel-Saint-Denis) ist ein schweizerisch-deutscher Rennfahrer. Er startete zuletzt 2023 in der Asian Le Mans Series.

## Karriere
Imperatori begann seine Motorsportkarriere 1991 im Kartsport und war bis 2002 in dieser Sportart aktiv. 2004 wechselte er in den Formelsport und wurde 14. der Formel Lista junior. Ausserdem trat er als Gaststarter zu vier Rennen der asiatischen Formel Renault Challenge an und entschied ein Rennen für sich. Nachdem er 2005 in keiner Rennserie aktiv gewesen war, kehrte er 2006 in die asiatische Formel Renault Challenge zurück und wurde mit einem Sieg Vizemeister hinter Pekka Saarinen. Zudem wurde er Meister in der chinesischen Formel-Renault-Challenge-Wertung. 2007 blieb er in der asiatischen Formel Renault Challenge und gewann abermals ein Rennen. In der Meisterschaft unterlag der Schweizer erneut Saarinen und wurde Vizemeister. Ausserdem absolvierte er Testfahrten für das Schweizer A1-Team.
2008 wechselte Imperatori in die japanische Formel-3-Meisterschaft, in der er für PTRS in der nationalen Klasse antrat. Hinter Hideki Yamauchi wurde er Zweiter in dieser Wertung. 2009 blieb er in der nationalen Klasse und startete für Achievement by KCMG. Der Schweizer belegte dieses Mal den dritten Rang. 2010 stieg Imperatori in die Meisterschaftsklasse auf und ging für Toda Racing an den Start. Mit einem zweiten Platz als bestes Resultat beendete er die Saison auf dem fünften Gesamtrang.
2011 wechselte Imperatori in die Formel Nippon und kehrte zu KCMG zurück. Er beendete die Saison auf dem zwölften Platz in der Meisterschaft. Außerdem wurde er Sechster der GT300-Wertung der Super GT. Darüber hinaus gewann er in Zhuhai zusammen mit Edoardo Mortara und Darryl O’Young die GTC-Wertung im Intercontinental Le Mans Cup.

## Statistik

### Karrierestationen
| - 1991–2002: Kartsport - 2004: Formel Lista junior (Platz 14) - 2006: Asiatische Formel Renault Challenge (Platz 2) | - 2007: Asiatische Formel Renault Challenge (Platz 2) - 2008: Japanische Formel 3, nationale Klasse (Platz 2) - 2009: Japanische Formel 3, nationale Klasse (Platz 3) | - 2010: Japanische Formel 3 (Platz 5) - 2011: Formel Nippon (Platz 12) - 2011: Super GT, GT300 (Platz 6) |

### Le-Mans-Ergebnisse
| Jahr | Team             | Fahrzeug        | Teamkollege       | Teamkollege     | Platzierung     | Ausfallgrund |
| ---- | ---------------- | --------------- | ----------------- | --------------- | --------------- | ------------ |
| 2013 | KCMG             | Morgan LMP2     | Matthew Howson    | Ho-Pin Tung     | Ausfall         | Defekt       |
| 2014 | KCMG             | Oreca 03R       | Matthew Howson    | Richard Bradley | Ausfall         | Unfall       |
| 2015 | Rebellion Racing | Rebellion R-One | Dominik Kraihamer | Daniel Abt      | Rang 18         |              |
| 2016 | Rebellion Racing | Rebellion R-One | Dominik Kraihamer | Mathéo Tuscher  | nicht klassiert |              |

### Sebring-Ergebnisse
| Jahr | Team                      | Fahrzeug            | Teamkollege  | Teamkollege    | Platzierung | Ausfallgrund |
| ---- | ------------------------- | ------------------- | ------------ | -------------- | ----------- | ------------ |
| 2013 | Flying Lizard Motorsports | Porsche 997 GT3 Cup | Pierre Ehret | Brett Sandberg | Rang 31     |              |

### Einzelergebnisse in der FIA-Langstrecken-Weltmeisterschaft
| Saison | Team             | Rennwagen       | 1   | 2   | 3   | 4   | 5   | 6   | 7   | 8   | 9   |
| ------ | ---------------- | --------------- | --- | --- | --- | --- | --- | --- | --- | --- | --- |
| 2013   | KCMG             | Morgan LMP2     | SIL | SPA | LEM | SAO | AUS | FUJ | SHA | BAH |     |
| 2013   | KCMG             | Morgan LMP2     | 12  |     | DNF |     |     |     |     |     |     |
| 2014   | KCMG             | Oreca 03        | SIL | SPA | LEM | AUS | FUJ | SHA | BAH | SAO |     |
| 2014   | KCMG             | Oreca 03        |     | 10  | DNF |     | 8   | DNF | 8   | 6   |     |
| 2015   | Rebellion Racing | Rebellion R-One | SIL | SPA | LEM | NÜR | AUS | FUJ | SHA | BAH |     |
| 2015   | Rebellion Racing | Rebellion R-One |     |     | 18  | DNF | 28  | 30  | DNF | 11  |     |
| 2016   | Rebellion Racing | Rebellion R-One | SIL | SPA | LEM | NÜR | MEX | AUS | FUJ | SHA | BAH |
| 2016   | Rebellion Racing | Rebellion R-One | 3   | 3   | 7   | 7   | 5   | 7   | 6   | 24  | 7   |